# Giovanni di Lapo Ghini
Pour les articles homonymes, voir Ghini.
Giovanni di Lapo Ghini (né au XIVe siècle) est un architecte de l'école florentine du Trecento et le père de Simone de Giovanni Ghini qui fut un célèbre sculpteur.

## Biographie
Formé à Florence, il est un des architectes qui ont contribué à l'achèvement du corps basilical de Santa Maria del Fiore à Florence.
Le 20 décembre 1344, il est appelé par Francesco Talenti dans le rôle d'architecte et de maître-maçon.
En 1366, il rejoint de nouveau Talenti. Pendant leur supervision il est décidé d'ajouter une quatrième travée à la cathédrale et d'agrandir tout le schéma des absides sur lesquelles devra s'élever la coupole, le projet approuvé définitivement est mis en œuvre en 1367. La cathédrale devient alors la plus grande église jamais construite.
À Florence encore, il participe à l'agrandissement du Palazzo Vecchio, suivant le désir de magnificence du duc d'Athènes Gautier VI de Brienne, et probablement pris sur l'autre grand projet architectural en cours de réalisation de la dernière série de fortifications de Florence. À Prato, toujours avec Francesco Talenti, il complète le transept de la cathédrale.